# Ладижинська виправна колонія № 39
Ладижинська виправна колонія № 39 — виправна колонія управління Державного департаменту України з питань виконання покарань у Вінницькій області.

## Історія колонії
Колонія бере свій історичний початок з 1949 р. Першою назвою установи було управління Промбудматеріалів Вінницького раднаргоспу Губницьке кар'єроуправління Тростянецького району Вінницької області.
Згідно з постановою Ради Міністрів УРСР № 21-1 від 30.01.1962 р. установу було передано до відомства МВС УРСР і перейменовано у виправно-трудову колонію суворого режиму УВС Вінницького облвиконкому. У цьому ж році ВТК перейменована в установу Вінницького облвиконкому.
З 1 січня 1977 р., згідно з вимогами наказу МВС УРСР № 0183 від 10.12.1976 р., режим відбування покарання засудженими в установі змінено із суворого на особливий.
У зв'язку із утворенням ДДУПВП та реформуванням кримінально-виконавчої системи 01.01.2000 р. установа УМВС України у Вінницькій області була перейменована у Тростянецьку виправну колонію управління ДДУПВП у Вінницькій області, а з 01.01.2002 р. (наказ ДДУПВП № 230 від 11.12.2001 р.) у Ладижинську виправну колонію управління ДДУПВП у Вінницькій області.
Згідно з наказом Міністерства юстиції України № 3679/22/5 від 15.12.2016 року Ладижинську виправну колонію управління Державної пенітенціарної служби України у Вінницькій області (№ 39)" перейменовано у державну установу «Ладижинська виправна колонія (№ 39)» що відноситься до Центрально-Західного міжрегіонального управління з питань виконання кримінальних покарань та пробації.

## Сучасний стан
У зв'язку із реформуванням кримінально-виконавчої системи та вступом в дію КВК України в установі відбувається ряд суттєвих змін: Ладижинська виправна колонія УДДПВП України у Вінницькій області особливого режиму змінює назву на Ладижинську виправну колонію ЛДПВП України у Вінницькій області максимального рівня безпеки. Відповідно до визначеного рівня безпеки в установі в наш час[коли?] відбувають покарання чоловіки, яким покарання у виді смертної кари замінено позбавленням волі на певний строк; чоловіки, засуджені за умисні особливо тяжкі злочини; чоловіки, засуджені за вчинення умисного тяжкого або особливо тяжкого злочину в період відбування покарання у виді позбавлення волі, чоловіки, переведені із колоній середнього рівня безпеки у порядку, передбаченому КВК України.
Основні види діяльності Ладижинської виправної колонії — металообробка, деревообробка, виготовлення гранітної бруківки, а також виготовлення будівельних матеріалів із природної сировини.
У різні роки установу очолювали:
- В. І. Платонов /період очолювання з 1961по 1974

- Ю. Т. Чернишов /з 1974 по 1982 рр./;
- С. Б. Володько /з 1982 по 1984 рр./;
- В. М. Волосенко /з 1984 по 1990 рр./;
- В. М. Поліщук /з 1990 по 1993 рр./;
- С. С. Яремчук /з 1993 по 1994 рр./;
- Пашковський /з 1995 по 1996 рр./;
- Ю. С. Бойко /з 1996 по 1997 рр./;
- М. Н. Ткачук /з 1997 по 1999 рр./;
- В. Н. Ксенчин /з 1999 по 2005 рр./;
- Олійник І. О. /з 2006 по 2010 рр./;
- Усенко В. Ю. /з 2010 по 2013 рр/;
- Копитко С. М. з2013 по 2019/;
- Сомик Ю. Г.з 2019 по теперішній час.

Станом на 2018 рік в Ладижинській виправній колонії № 39 відбувають покарання 330 осіб серед яких 61 довічно.

## Адреса
24324 с. Губник Тростянецького району Вінницької області
(043) 432-24-58